# Scaphytopius campester
Scaphytopius campester är en insektsart som beskrevs av Delong 1943. Scaphytopius campester ingår i släktet Scaphytopius och familjen dvärgstritar. Inga underarter finns listade i Catalogue of Life.